# Chavarat Charnvirakul

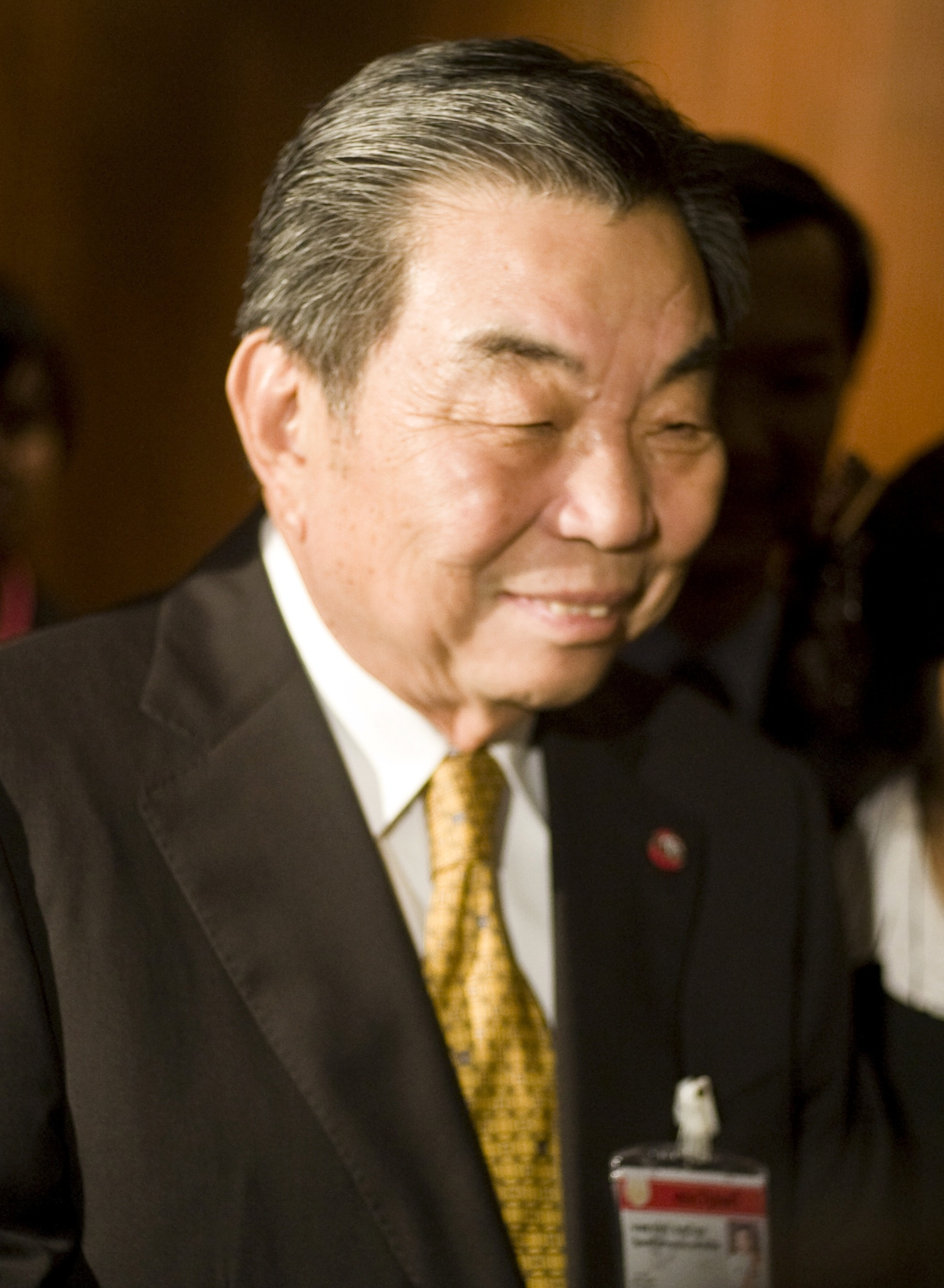
Chavarat Charnvirakul (2010)

Chavarat Charnvirakul (Thai: ชวรัตน์ ชาญวีรกุล, RTGS: Chawarat Chanwirakun, Aussprache: [t̠͡ɕʰáwárát t̠͡ɕʰaːnwiːrákun], auch Chaovarat Chanweerakul geschrieben; * 7. Juni 1936 in Bangkok, Thailand) ist ein thailändischer Politiker. Der frühere Bauunternehmer führte zwischen dem 2. und 15. Dezember 2008 vorübergehend die Geschäfte des Ministerpräsidenten von Thailand. Anschließend war er bis August 2011 Innenminister und von 2009 bis 2012 Vorsitzender der Bhumjaithai-Partei.

## Familie, Ausbildung und Geschäftskarriere
Chavarat ist verheiratet mit Tassanee Charnvirakul (นางทัศนีย์ ชาญวีรกูล) und hat zwei Söhne und eine Tochter. Sein älterer Sohn Anutin Charnvirakul ist ebenfalls Politiker.
Er schloss 1966 sein Volkswirtschafts-Studium an der Thammasat-Universität ab. 2006 erhielt er die Ehrendoktorwürde (Abteilung Betriebswirtschaft) der Ramkhamhaeng-Universität.
Von 1962 bis 1994 war er Geschäftsführer der von ihm gegründeten Gesellschaft Sino-Thai Engineering and Construction (STECON), die verschiedene Großaufträge von der Regierung bekam, zu einem der größten Bauunternehmen Thailands wuchs und 1994 an die Börse ging. Danach war Chavarat Vorsitzender des Board of Directors. Beim Bau des Flughafens Bangkok-Suvarnabhumi erhielt seine Firma einen Auftrag im Wert von 12 Milliarden Baht.

## Politische Karriere
Als Mitglied der Chart-Pattana-Partei (Partei für nationale Entwicklung) war Chavarat von Dezember 1994 bis Juli 1995 und von November 1996 bis Juni 1997 stellvertretender Finanzminister in den Regierungen von Chuan Leekpai und Chavalit Yongchaiyudh. Am 2. August 2008 wurde Chavarat, inzwischen Mitglied der Partei der Volksmacht (PPP), zum Gesundheitsminister im Kabinett von Samak Sundaravej berufen. Nach dessen Amtsenthebung durch das Verfassungsgericht im September desselben Jahres wurde Chavarat stellvertretender Ministerpräsident unter Somchai Wongsawat. Innerhalb der PPP wurde Chavarat zur „Gruppe der Freunde Newins“ um den politischen „Strippenzieher“ Newin Chidchob gerechnet.
Am 2. Dezember 2008 ordnete das Verfassungsgericht von Thailand die Auflösung der Partei der Volksmacht und zweier weiterer Parteien der regierenden Koalition an. Gleichzeitig untersagte es den führenden Mitgliedern dieser Parteien die politische Tätigkeit für die nächsten fünf Jahre. Neben dem Ministerpräsidenten Somchai Wongsawat wurden zahlreiche weitere Mitglieder des Kabinetts ihrer Posten enthoben. Da Chavarat zwar Mitglied der PPP war, aber kein führendes Amt in der Partei hatte, kam nur er als geschäftsführender Ministerpräsident infrage. Eine Woche nach dem Urteil spaltete sich die „Gruppe der Freunde Newins“ vom Rest der ehemaligen PPP ab und sagte stattdessen der bisher oppositionellen Demokratischen Partei von Abhisit Vejjajiva ihre Unterstützung zu.
In der anschließend gebildeten Regierung Abhisits übernahm Chavarat das Amt des Innenministers. Er wurde am 20. Dezember 2008 vereidigt. Die „Gruppe der Freunde Newins“ schloss sich dann mit den Überresten der aufgelösten Neutralen Demokratischen Partei zur Bhumjaithai-Partei zusammen, zu deren Vorsitzendem Chavarat im Februar 2009 gewählt wurde. Er führte die Partei in die Parlamentswahl 2011, bei der sie drittstärkste Kraft wurde, mit 34 Sitzen aber weit schwächer abschnitt als erhofft. Chavarat selbst zog als Spitzenkandidat der Parteiliste ins Repräsentantenhaus ein und wurde dort Vorsitzender des Gesundheitsausschusses. Die Bhumjaithai-Partei gehörte nach dieser Wahl der Opposition an. Im Oktober 2012 trat Chavarat vom Parteivorsitz zurück und sein Sohn Anutin Charnvirakul wurde zum Nachfolger gewählt. Chavarats Parlamentsmandat endete mit der Auflösung des Repräsentantenhauses im Dezember 2013.